# Eckhard Baumann
Eckhard Baumann (* 13. September 1967 in Mosbach) ist ein deutscher Sozialarbeiter.

## Werdegang
Baumann besuchte von 1978 bis 1987 das Ganztagsgymnasium Osterburken und ist gelernter Konstrukteur. Im Winter 1999/2000 gründete er in Berlin den Verein „Straßenkinder“, der mit Straßensozialarbeit obdachlosen Kindern und Jugendlichen Hilfe und Beratung anbietet. Zunächst verteilte er Tee und Kekse an der Gedächtniskirche und am S-Bahnhof Alexanderplatz. Aus der anfänglich spontanen Hilfe ist ein Resozialisierungsprojekt geworden, das sich neben der Versorgung mit Lebensmitteln und Kleidung auch um die Begleitung bei Behördengängen und die Organisation von Freizeiten sorgt. Unter seiner Leitung hat der Verein inzwischen vierzehn fest angestellte Mitarbeiter. Im April 2010 eröffnete er im Stadtteil Marzahn das Kinder- und Jugendhaus „Bolle“.

## Ehrungen
Bauman erhielt 2010 das Verdienstkreuz am Bande der Bundesrepublik Deutschland „für sein soziales Engagement gegen Kinderarmut, soziale Ausgrenzung und für die soziale Integration benachteiligter Menschen“.